# Campos Belos
Campos Belos é um município brasileiro localizado no interior do estado de Goiás, Região Centro-Oeste do país. É um polo regional da área nordeste de Goiás, parte do Tocantins e até de uma porção rural do oeste da Bahia. Sua população, conforme Censo do IBGE de 2022, é de 18.108 habitantes. Sua densidade demográfica é de 24,63 habitante por km² (IBGE, 2022).
Segundo o índice da Federação das Indústrias do Estado do Rio de Janeiro (FIRJAN), é o município mais desenvolvido do Nordeste Goiano, com uma pontuação de 0.6760, o que o coloca em 143º lugar no ranking estadual divulgado em 2015.
O município fica 400 quilômetros distante de Brasília e 630 quilômetros de Goiânia, capital estadual.

## História
Na segunda metade do século XIX, formou-se, na região de Arraias e Monte Alegre de Goiás, um pequeno povoado decorrente do garimpo de ouro e com o fim da exploração aurífera, anos depois, algumas famílias dedicaram-se a agricultura.
Com o surgimento de fazendas, a principal era a "Fazenda Almas", de Ciriaco Antônio Cardoso e Guilhermino de Araújo Guimarães. Em 1883, Ciriaco e Guilhermino doaram uma gleba de terra para a formação de um patrimônio, além de construírem uma capela.
Nesta época, as pessoas que habitavam a região eram basicamente as tradicionais famílias descendentes de portugueses e donas de grandes extensões de terra. Havia também uma minoria de goianos vindos do sul da província, que alimentados pela febre do ouro, viviam ali a decadência desse período e por fim, em número maior, famílias muito pobres que viviam o fim do ciclo do ouro. A região era deveras pobre e afastada dos grandes centros do país.
Ainda em 1883, a terra doada da "Fazenda Almas" foi elevada a condição de povoado “Campos Belos”, ligada ao município de Arraias e em 1891, elevado a distrito.
Em 1906, o distrito passou a ser administrado pelo município de Chapéu (antiga denominação da cidade de Monte Alegre do Goiás), mas durante a primeira metade do século XX, o distrito foi anexado alternadamente entre Arraias e Monte Alegre do Goiás.
A partir de 1920, inúmeras famílias baianas se integraram à população local, adquiriram terras e trouxeram toda cultura do estado vizinho àqueles que já estavam no lugar. O maior bairro da cidade, a Vila Baiana, é uma referência a esses migrantes. 
Em 13 de novembro de 1953, foi assinado a lei que elevou o distrito a categoria de município, sendo instalado oficialmente no dia 1° de janeiro de 1954. Contudo, em 2010, o aniversário da cidade passou a ser comemorado no dia 1° de outubro.
Como primeiro prefeito eleito Campos Belos teve Francisco Xavier, comerciante baiano e morador antigo do lugar. O primeiro líder municipal, Temístocles Rocha, foi nomeado até as eleições acontecerem. Outras personalidades que marcaram a formação da cidade foram Mariano Barbosa, professor, delegado; Agripino Almeida e sua esposa Licíria Almeida, primeira mulher a ocupar o cargo de vereadora, em 1963.
Campos Belos teve desde seu começo a presença de grupos religiosos distintos. O lugar surgiu em volta da capela católica, de Nossa Senhora da Conceição, mas na década de 1930 o povoado ganhou protestantes membros da Igreja Adventista do Sétimo Dia, com a chegada de Agripino Almeida e sua família. Agripino e Liciria, mesmo sendo protestantes, ocuparam importantes cargos públicos, como delegado e vereadora, o que demonstra a aceitação dos camposbelenses por outros grupos religiosos desde o começo da cidade. Na final da década de 1940 o missionário norte-americano Blonnye Holmes Foreman nascido em Rose Bud, Arkansas, em 1899 e membro da Convenção Batista do Sul dos Estados Unidos a convite de Francisco Cardoso (Chiquinho Cardoso), construiu na cidade a Escola Batista, uma instituição de ensino privada. Conta a história que Foreman foi enterrado do lado de fora do cemitério, que na época situava-se onde hoje se localiza a Rua do Comércio, por não ser batizado na religião Católica, fato jamais comprovado. Hoje a importante rua B. H. Foreman abriga as sedes regionais das principais empresas prestadoras de serviços públicos, como as companhias de eletricidade, água e esgoto do estado (CELG e SANEAGO), e os correios.
Anos depois Campos Belos recebeu outro morador ilustre, Alain du Noday, ou, Alain Marie Hubert Antoine Jean Roland du Noday, nascido em Saint-Servant, França em 1899; bispo, soldado da 1º guerra-mundial, que se refugiu no interior do Brasil auxiliando os pobres. Pertencia à diocese de Porto Nacional, mas morou muitos anos na cidade, sendo responsável por construir a igreja Matriz. Graças à sua influência, a igreja foi construída com linhas arquitetônicas de origem alemã, não possuindo as típicas colunas das igrejas mais antigas. Universidade, colégios e estabelecimentos comerciais da cidade ainda homenageiam o religioso com o seu nome.
Com a construção de Brasília na década de 1950 e sua inauguração em 1960, toda a região desenvolveu-se. Na década de 1970, uma significativa leva de migrantes mineiros em busca de terras baratas, afloraram no região, contribuindo no crescimento da população e no desenvolvimento econômico. No fim desta década, a cidade passou a contar com agências bancárias e no início da década de 1980 foi integrada, pela Telebrasília, à telefonia nacional.
A Constituição brasileira de 1988 dividiu Goiás ao meio. Campos Belos passa então a ser município de fronteira interestadual; com isso seu comércio desenvolveu-se espantosamente na década de 1990 e 2000, já que a cidade passou a atender a população do novo estado que não possuía infraestrutura comercial própria. Com a construção de Palmas, a cidade passou a ser também roteiro alternativo de acesso ao norte do país.

## Aspectos populacionais
A expectativa de vida em Campos Belos é de 78 anos e sua taxa de urbanização é de 87%.
O IDH médio é de 0,692. O Índice de Desenvolvimento Humano do município mostra que a educação em Campos Belos tem a maior nota do Nordeste do estado, 0,616; enquanto a longevidade chega a 0,815 e a renda a 0,661.
De acordo com o Censo 2010, 72% dos camposbelenses são católicos e 22% protestantes e estes dividem-se em: 13% de missão (adventista, batista, presbiteriana) e 87% pentecostais. A taxa de analfabetismo em Campos Belos é de 13%. Mais de 90% da cidade é servida por esgoto e água encanada.

## Geografia
Campos Belos localiza-se no nordeste de Goiás nas terras do Planalto Central brasileiro. A cidade está a 700 metros acima do nível do mar. O município pertence a microrregião da Chapada dos Veadeiros. O clima é tropical, apresentando uma estação seca e outra chuvosa. A temperatura média anual é de 20 °C. O frio acontece apenas em poucas noites de julho quando os termômetros marcam em torno de 10 °C, no resto do ano as máximas ficam próximas ou acima dos 35 °C. A vegetação típica é o Cerrado. 
Na zona rural de Campos Belos funciona a Usina Hidrelétrica do Rio Mosquito. Com a descoberta de pinturas rupestres em grutas da região do Pouso Alto demonstra que a região já era povoada há alguns séculos.

## Economia
Cercada de montanhas por todos os lados a cidade cresceu baseando-se na pecuária, porém, o comércio domina o cenário econômico. Atendendo o mercado consumidor em diversos ramos, esse setor alimenta o crescimento da cidade. Campos Belos é a segunda maior cidade da região nordeste do estado, e, apesar da população o município ostenta o posto de pólo econômico da região, atendendo vasta área do norte de Goiás e sul do Tocantins.
O município é rico em urânio, descoberto em 1975 pela Nucleobras e fosfato, sendo o último explorado por um consórcio canadense-brasileiro através da MbAC Mineração.

## Festas
As maiores festas populares são: o Carnaval; o Arraiábelo, realizado no Centro Olímpico, tido como a 3ª maior festa junina de Goiás; a Exposição Agropecuária, que acontece normalmente em julho; e a Festa de Nossa Senhora da Conceição.

## Educação
Na educação, a cidade conta com campus da Universidade Estadual de Goiás e do Instituto Federal Goiano, além, de uma instituição privada, que oferece cursos de graduação à distância e presenciais. 